# Френски институт
Френският институт (на френски: Institut de France) е основното официално научно учреждение на Франция, обединяващо 5 национални академии:
1. Френска академия (Académie française), учредена по време на управлението на кардинал Ришельо и състояща се от 40 членове, наричани „безсмъртни“ (immortels);
2. Академия за надписи и художествена проза (Académie des Inscriptions et Belles-Lettres)
3. Френска академия на науките (Académie des sciences), основана в 1666 г. от краля-слънце Луи XIV;
4. Френска академия за изящни изкуства (Académie des Beaux-Arts);
5. Френска академия за морални и политически науки (Académie des sciences morales et politiques).

Сградата на Френския институт  е построена като седалище на Френската академия през 1670 г. Кенет Кларк оценява архитектурата му като „хармонична и рационална фасада“.